# Pomnik gen. Władysława Sikorskiego w Koszalinie

## Lokalizacja
Pomnik odsłonięto w 60. rocznicę śmierci gen. Władysława Sikorskiego przy skrzyżowaniu ul. Władysława IV i Jana Pawła II w Koszalinie. Po uroczystościach okazało się, że pomnik stanął bez potrzebnych zezwoleń, w związku z tym rok później (lipiec 2004) został przeniesiony w miejsce gdzie wcześniej znajdował się pomnik gen. Karola Świerczewskiego.

## Opis
Pomnik został wykonany z szarego granitu w kształcie słupa. Na szczycie pomnika znajduje się orzeł Wojska Polskiego z roku 1939. Na czołowej stronie pomnika nad tablicą znajduje się odlew głowy generała Sikorskiego w rogatywce. Pod głową umieszczona została dedykacja:
„Generał Władysław Sikorski 1881-1943. Premier Rządu Rzeczypospolitej Polskiej. Naczelny Wódz Polskich Sił Zbrojnych. Walczył i zginął za naszą wolność. Społeczeństwo miasta i powiatu Koszalin 4 VII 2003”.

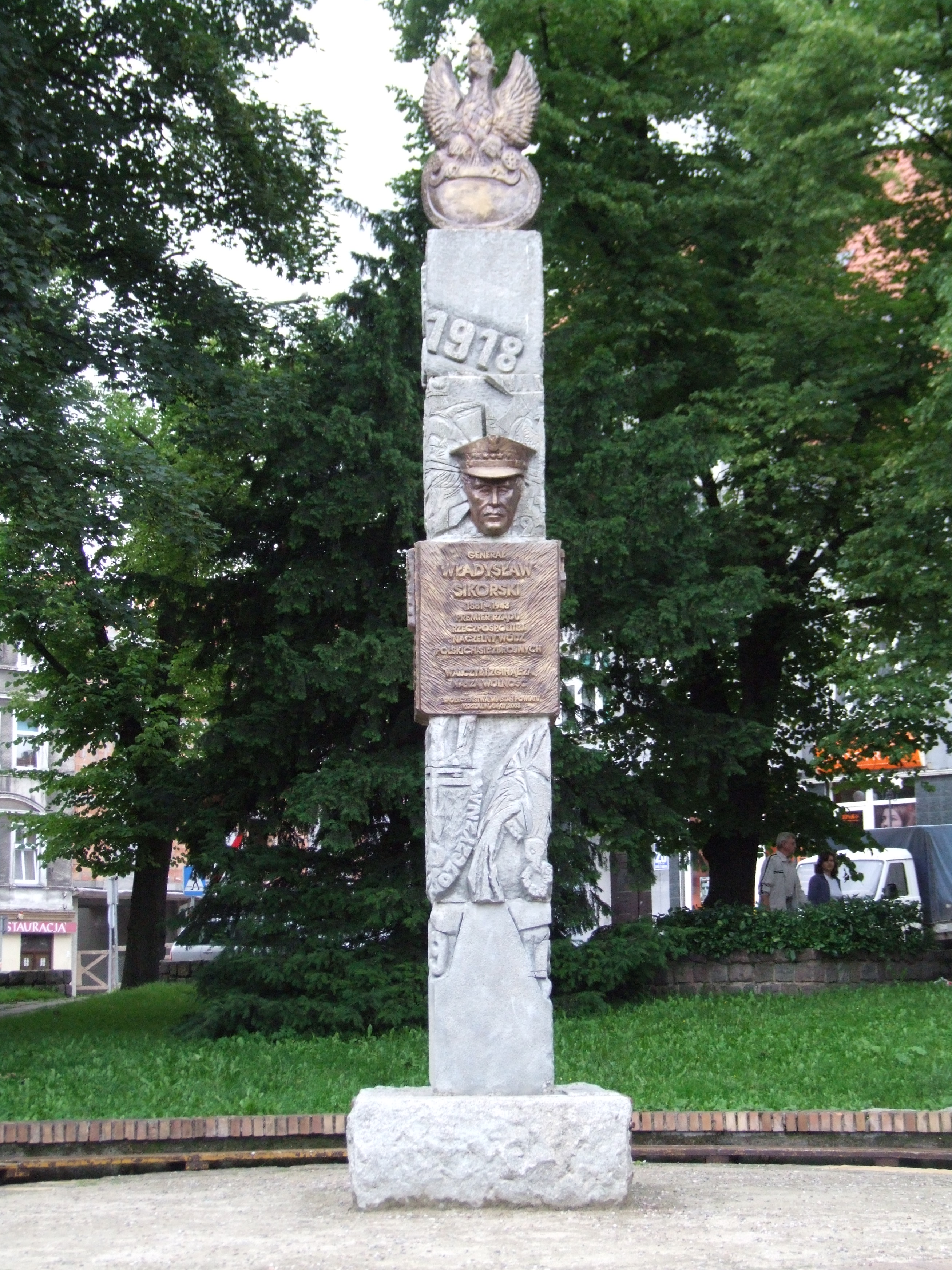
Widok pomnika od strony frontowej

W połowie kamiennej części pomnika znajdują się cztery tablice po jednej z każdej strony. Orzeł, tablice i głowa generała zostały wykonane z żeliwa patynowanego.
Na granitowym obelisku o wysokości ok. 5 metrów znajdują się płaskorzeźby nawiązujące do życiorysu generała i losów jego żołnierzy – od I wojny światowej i odrodzenia Polski w 1918 r. po śmierć Naczelnego Wodza w katastrofie nad Gibraltarem. Są to daty: 1918, 1920, 1939 i 1943; nazwy miejscowości, m.in.: Londyn, Warszawa, Gibraltar, Tuszów, Lwów, Angers; odznaki wojskowe, m.in. odznaka Samodzielnej Brygady Strzelców Podhalańskich, odznaka pamiątkowa Samodzielnej Brygady Strzelców Karpackich, odznaka Dywizji Strzelców Pieszych, odznaka pamiątkowa 1 Dywizji Grenadierów, odznaka Pilota oraz harcerska lilijka i symbol Marynarki Wojennej.